# Nagykutas
Nagykutas là một thị trấn thuộc hạt Zala, Hungary. Thị trấn này có diện tích 8,45 km², dân số năm 2010 là 453 người, mật độ 54 người/km².